# Кошель, Владимир Николаевич
Владимир Николаевич Кошель (18 марта 1960, Тимашёвск, Краснодарский край — 8 февраля 1982, Тольятти, Куйбышевская область) — советский милиционер, погибший при задержании преступника, посмертно награждённый орденом Красной Звезды.

## Биография
Родился в 1960 году.
Отслужив в рядах Советской Армии, продолжил службу рядовым в отряде ППС тольяттинской милиции. Состоял в рядах КПСС, женат, был одним из сотрудников, строивших центр кинологической службы при УВД Тольятти.
Погиб 8 февраля 1982 года при исполнении служебных обязанностей, задерживая преступника, вооружённого охотничьим ружьём.
Похоронен на Баныкинском кладбище Тольятти. В июне 1982 года награждён Орденом Красной Звезды посмертно. Награду супруга Кошеля Светлана передала в музей УВД Тольятти.

## Память
- Имя героя занесено на мемориальную плиту памяти УВД Тольятти.
- Навечно зачислен в списки подразделений ОВД (рота ППСМ УВД г. Тольятти Самарской области).[3]
- Решением № 212/11 от 03.06.1982 года — улица Промышленная Центрального района Тольятти была переименована в улицу Кошеля[4].

## Награды
- Орден Красной Звезды (посмертно).